# Barbara Łopieńska
Barbara N. Łopieńska (ur. 1949, zm. 12 stycznia 2004) – polska dziennikarka.

## Życiorys
Ukończyła chemię na UW oraz studium dziennikarskie.
Pracę dziennikarza rozpoczęła w latach 70. w tygodniku "Kultura". Cieszyła się uznaniem jako reportażystka i autorka wywiadów.
Autorka zbioru reportaży Łapa w łapę (1980), współautorka (z Ewą Szymańską) historii tygodnika "Po prostu" – Stare numery; wydała również serię rozmów ze znanymi pisarzami o ich ulubionych książkach - Książki i ludzie. Pośmiertnie wyszedł tom wywiadów Męka twórcza. Z życia psychosomatycznego intelektualistów.
W pierwszych latach „Solidarności” pracowała w „Tygodniku Solidarność”, gdzie opublikowała m.in. wywiad z cenzorem. Związana była także z „Res Publicą”, „Gazetą Wyborczą” (i jej dodatkiem „Wysokie Obcasy”), „Polityką”, „Tygodnikiem Powszechnym”, „Vivą!” i „Twoim Stylem”.

## Życie prywatne
Była żoną publicysty tygodnika Polityka, profesora Wiesława Władyki.
Zmarła tragicznie; jej ciało znaleziono na podjeździe przed garażem, prawdopodobnie poślizgnęła się na oblodzonej stromiźnie prowadzącej do podjazdu.

## Upamiętnienie
Redakcje, z którymi była związana, ustanowiły w 2004 r. doroczną nagrodę jej imienia za najlepszy wywiad prasowy. Pierwszą laureatką została Teresa Torańska, rok później Anna Żebrowska. Nagrodę za 2006 rok otrzymała Katarzyna Bielas, za rok 2007 Włodzimierz Kalicki.